# Haruna Ogata
Haruna Ogata (尾形春水, Ogata Haruna, née le 15 février 1999 à Ōsaka au Japon) est une chanteuse et idole japonaise du Hello! Project, membre du groupe de J-pop Morning Musume de 2015 à 2018.

## Biographie
Ancienne patineuse ayant participé à des compétitions, Haruna Ogata se présente en 2014 à l'audition destinée à choisir de nouvelles chanteuses pour faire partie du groupe phare du Hello! Project, Morning Musume, et est sélectionnée par son producteur Tsunku : le 30 septembre 2014, lors de la tournée d'automne du groupe, elle est officiellement présentée au public comme nouvelle membre de la "12e génération" du groupe, à près de 15 ans,, aux côtés d'une autre participante à l'audition, Miki Nonaka, et de deux élèves du Hello! Pro Kenshuusei, Maria Makino et Akane Haga.
Elle rejoint officiellement le groupe le 1er janvier 2015, alors qu'il est renommé "Morning Musume '15" pour l'année. Elle sort son premier disque avec lui en avril suivant, le single Seishun Kozō ga Naiteiru / Yūgure wa Ameagari / Ima Koko Kara. Elle participe en juin 2015 à la comédie musicale Triangle avec le groupe, ainsi qu'à sa bande originale.
Haruna Ogata annonce le 27 mars 2018 sa future graduation du groupe et du Hello! Project ; elle a décidé de quitter le groupe pour se consacrer entièrement à ses études universitaires. Elle a commenté qu'elle se sentait incapable de poursuivre ses rêves de fréquenter l'université en parallèle à ses activités d'idole ; elle mentionne qu'elle n'a pas réussi ses examens d'entrée initiaux, mais prévoit d'assister à un programme d'études collégiales de deux ans débutant en avril. À la fin de ce programme, elle espère être transférée à une université et étudier pendant quatre ans.
Elle quitte officiellement le groupe le 20 juin 2018 après un concert de graduation, à 19 ans, et cesse ses activités artistiques pour entrer à l'université.

## Discographie

### Avec Morning Musume
Albums
- 6 décembre 2017 : 15 Thank You, Too

Singles
- 15 avril 2015 : Seishun Kozō ga Naiteiru / Yūgure wa Ameagari / Ima Koko Kara
- 19 août 2015 : Oh My Wish! / Sukatto My Heart / Ima Sugu Tobikomu Yūki
- 29 décembre 2015 : Tsumetai Kaze to Kataomoi / Endless Sky / One and Only
- 11 mai 2016 : Tokyo to Iu Kataomoi / The Vision / Utakata Saturday Night
- 23 novembre 2016 : Sexy Cat no Enzetsu / Mukidashi de Mukiatte / Sō ja nai
- 8 mars 2017 : Brand New Morning / Jealousy Jealousy
- 4 octobre 2017 : Jama Shinaide Here We Go! / Dokyū no Go Sign / Wakaindashi!
- 13 juin 2018 : Are You Happy? / A gonna

Mini-album
- 15 juillet 2015 : Engeki Joshi-bu Musical "Triangle" Original Soundtrack
- 7 février 2018 : Hatachi no Morning Musume (Morning Musume 20th)

## Divers
DVD
- 7 mai 2015 : Greeting ~Haruna Ogata~ (Greeting 〜尾形 春水〜)[6]

Comédie musicale
- juin 2015 : Engeki Joshi-bu Musical "Triangle" (演劇女子部 ミュージカル「TRIANGLE-トライアングル-」)